# Monaster św. Jana Teologa w Chreszczatyku
Monaster św. Jana Teologa – prawosławny męski klasztor we wsi Chreszczatyk, w jurysdykcji eparchii czerniowiecko-bukowińskiej Ukraińskiego Kościoła Prawosławnego Patriarchatu Moskiewskiego.

## Historia
Według tradycji cerkiewnej monaster został założony przez mnichów ze Skitu Maniawskiego, którzy opuścili poprzednie miejsce pobytu z powodu nacisków, by przyjęli unię i osiedlili się w pieczarze w pobliżu dzisiejszego klasztoru. Fundatorem budynków klasztornych miał być Fedor Prida. Zabudowania monasterskie powstawały od XVII w. do lat 60. XVIII w., gdy bracia Konstantin i Michaił Tałpa wznieśli główną cerkiew św. Jana Teologa. Wspólnota mnisza została zlikwidowana w 1774, gdy cała Bukowina weszła w skład Cesarstwa Austriackiego. Źródełko na terenie klasztoru było obiektem szczególnego kultu miejscowej ludności i celem pielgrzymek, przetrwały świadectwa o uzdrowieniach wiernych, którzy zanurzyli się w wodzie.
W 1915 budynki dawnego klasztoru zostały poważnie uszkodzone na skutek ostrzału artyleryjskiego. Po I wojnie światowej Chreszczatyk znalazł się w granicach Rumunii. Po licznych prośbach miejscowych prawosławnych w 1933 doszło do ponownego otwarcia monasteru. Kiedy Bukowina znalazła się w granicach ZSRR, monaster początkowo kontynuował działalność, w 1957 zbudowano w nim nowy budynek mieszkalny. W 1960 mnisi zostali jednak zmuszeni do opuszczenia zabudowań i zamieszkania w ławrze Poczajowskiej. Jeszcze przez dwa lata w klasztorze przebywali mnisi ze zlikwidowanego monasteru Wprowadzenia Matki Bożej do Świątyni w Czerniowcach, następnie w obiektach urządzono ośrodek wypoczynkowy. Cerkiew prawosławna odzyskała monaster w 1989. 
W latach 90. XX wieku klasztor został rozbudowany: wzniesiono cerkiew Zwiastowania, kaplicę św. Kukszy Odeskiego (w przeszłości mnicha monasteru), nowe budynki z celami mnichów oraz refektarz.